# Кам'янська лісова дача
Кам'янська лісова дача — ландшафтний заказник місцевого значення. Об'єкт розташований на території Більмацького району Запорізької області, Куйбишевське лісництво, квартали 1—28, 30—35, 37—39.
Площа — 800 га, статус отриманий у 1984 році.
Охороняється масив лісових насаджень переважно штучного походження. Насадження представлені хвойними деревами та дубами. Перша висадка дерев у Кам'янській лісовій дачі була здійснена ще в 1872 році, тому багатьом деревам більше ста років. Тут трапляються рідкісні види тварин, занесені до Червоної книги України. 